# Avbrottsfri kraftförsörjning

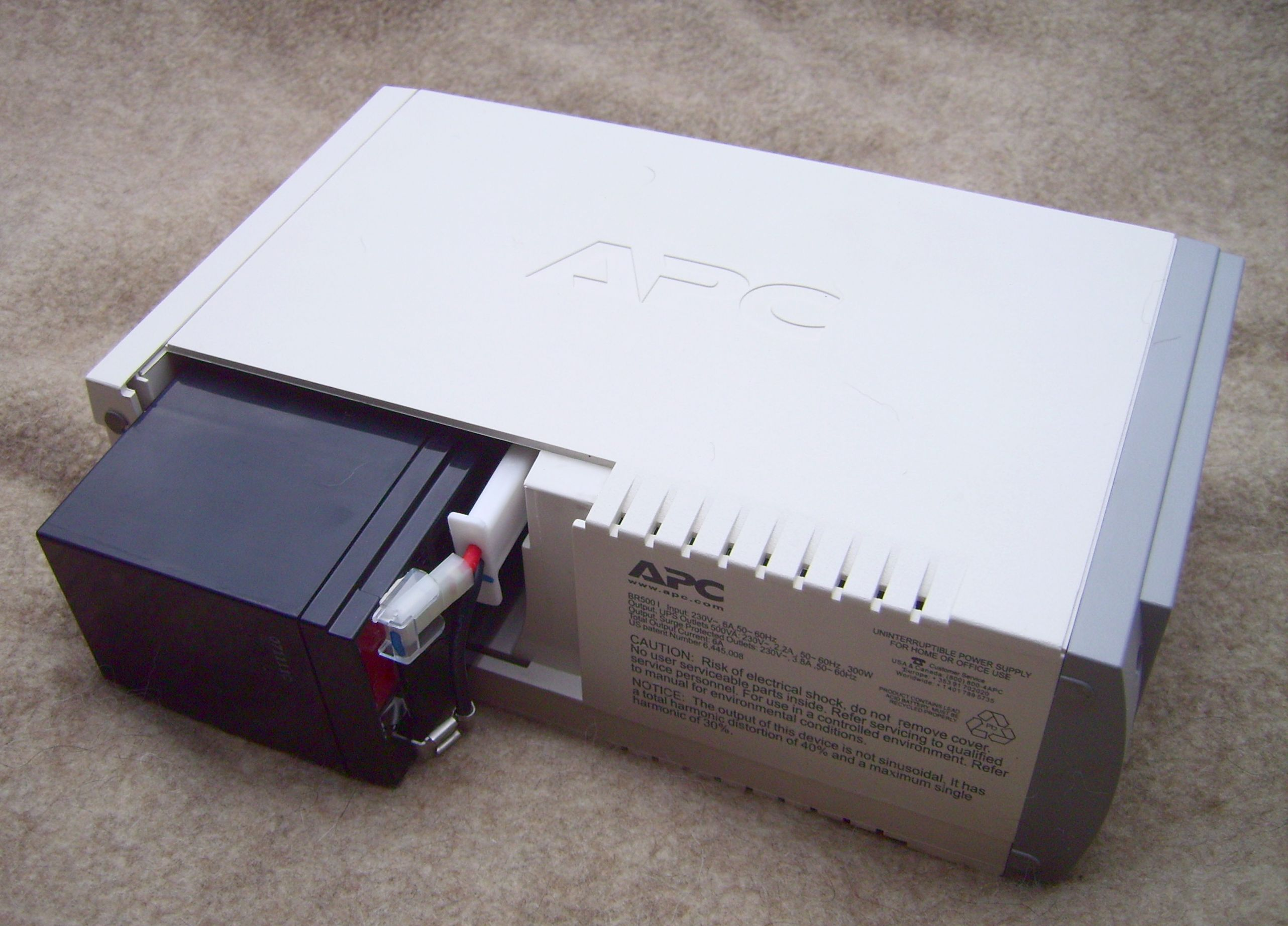
UPS med en effekt på 500 VA och spänning 230 V

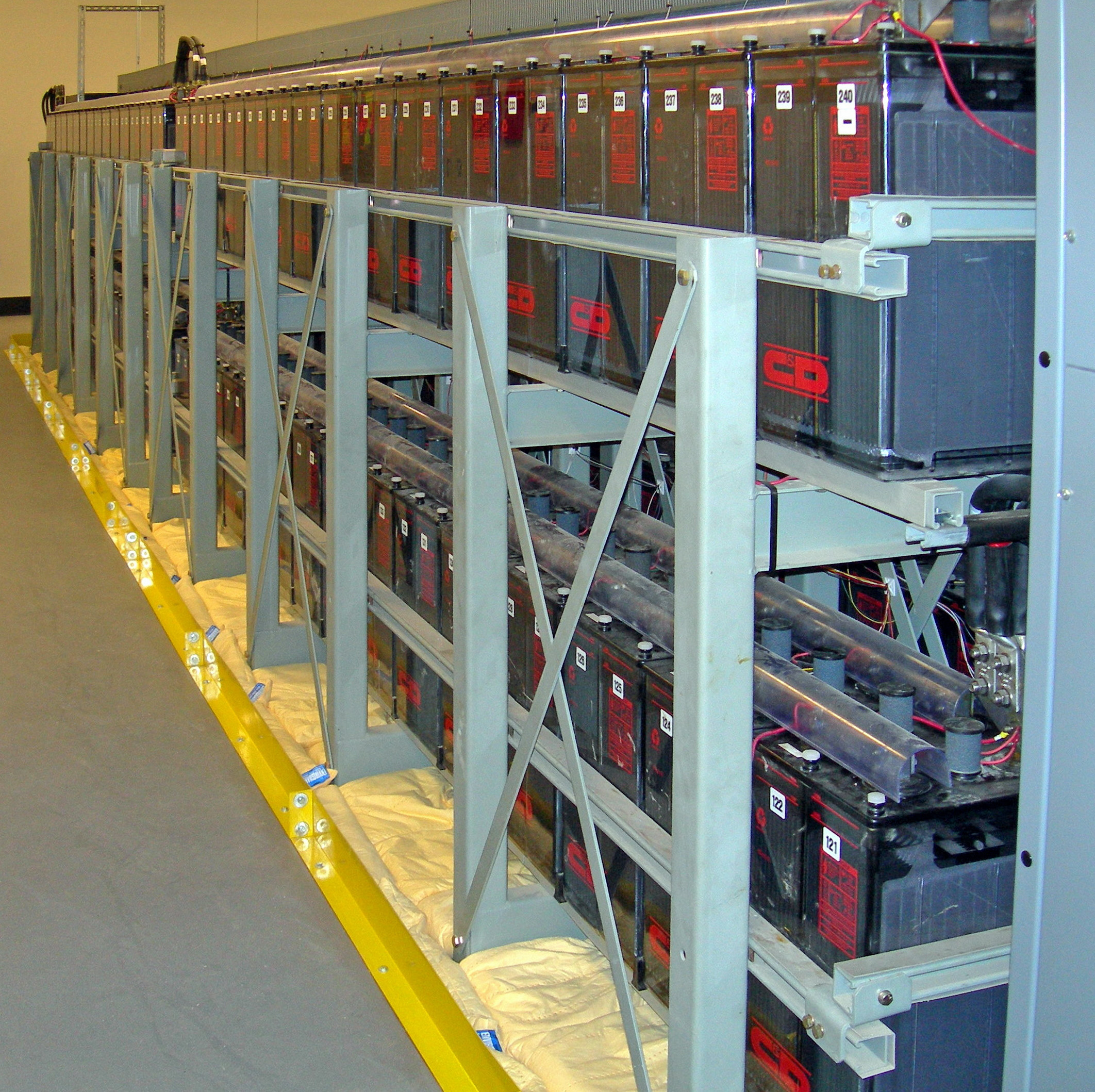
Batteribank

Avbrottsfri kraftförsörjning (eng. UPS, ”uninterruptible power supply”) är en elektrisk apparat som tillhandahåller en hög kvalitet på lik- eller växelspänning till elförbrukare, även då ett strömavbrott eller andra störningar uppstår.
För mindre anläggningar, till exempel en fristående dator, så installeras apparaten mellan den ingående kraftmatningen, kanske ett vanligt vägguttag med 230 V växelspänning, och elförbrukaren.
Vid större anläggningar från några kilowatt och uppåt så ansluts apparaten normalt till  trefas växelspänning, i USA 480 V och i övriga världen 400 V.

## Typ av störningar på elnätet
Störningar som kan uppträda på det allmänna kraftnätet är till exempel mer eller mindre långa avbrott, kraftiga spikar/störningar eller störda sinusvågor. Vanliga störningskällor är till exempel åsknedslag (främst inom distributions- eller lokalnätet), högfrekventa fyrkantvågor från frekvensomvandlare (främst för variabel styrning av elmotorer), transienter (uppstår vid omkopplingar) eller tillfälliga överbelastningar.
Störningarna kan variera från bara några millisekunder till flera dygn. Batterierna (av ackumulatortyp) klarar dock normalt endast en kortare tid, kanske uppemot en halvtimme. Sedan måste någon ny kraftkälla (oftast en förbränningsmotor som drivs av dieselolja eller naturgas) kopplas in, vilket kan ta 10-20 sekunder. Det finns dock konkurrerande teknologier till konventionella anläggningar av typen avbrottsfri kraft, till exempel med ett mycket snabbt roterande svänghjul i vakuum. 
Batterierna är tunga och konventionella bly-syra-batterier har en energidensitet av endast omkring 80 Wh/kg, medan lithium-jon-batterier har (2024) energidensiteter på upp till 300 Wh/kg. Detta kan jämföras med flygfotogen (Jet A) som har en energidensitet på cirka 12 000 Wh/kg (43 MJ/kg).
Vid användandet av bränsleceller (syre och väte) är dock energiinnehållet avsevärt mycket högre och används i till exempel ubåtar eller i rymden. Det specifika energiinnehållet för väte ligger kring 33 500 Wh/kg, jämfört med bilbatteriets 80 Wh/kg. En svårighet med väte är dock lagringen, som antingen kräver en temperatur på max -253 grader Celsius eller ett tryck på mellan 350 och 700 bar. 
Vid normaldrift matas UPS:en från yttre elnät för att vidmakthålla laddning i dess batterier. Vid strömavbrott träder UPS:en in och matar anslutna förbrukare, men isoleras från yttre elnät.

## Den stora utmaningen
Den stora utmaningen vid konstruktionen av system med avbrottsfri kraft är att modern elutrustning numera är mycket känslig, även för kortare störningar. Därför är en allt vanligare lösning att strömmen till känslig utrustning likriktas, stabiliseras och omformas på nytt till växelström. Vid en eventuell störning är ett batteripaket (oftast bly-syra-batteri) kopplat till mellansteget, det vill säga den likriktade strömmen. Nackdelen är att verkningsgraden hos en UPS kanske bara ligger i intervallet 90–95 %, vilket innebär merkostnader för elströmmen, samt problem med att föra bort all överskottsvärme.

## Uppbyggnaden
Den elektriska versionen med batteri hos UPS-anläggningen innehåller en ackumulator (per definition alltid likspänning). Vid större UPS-anläggningar är en vanlig, ingående spänningsnivå 400 V trefas växelspänning. Sedan omvandlas likspänning till en ännu högre nivå, till exempel 900 V DC. Sedan omvandlas likspänningen åter till växelspänning med en så kallad växelriktare (eng. "Inverter").
Batteriet laddas kontinuerligt med batteriladdare vid normal drift från den likriktade nätspänningen.  
Inverterns "kärna" består av tre stycken så kallad Half-bridge-kopplingar som styrs av mikroprocessorn via galvaniskt isolerade förbindelser (optolänk eller galvaniskt isolerade transformatorer). På så vis kan en liten mikroprocessor styra en växelriktare i megawatt-klassen. 
Ett alternativ till batterier, som nämndes ovan, är ett konventionellt svänghjul, som under åtskilliga sekunder kan leverera elström via en generator, tills dieselmotorerna eller gasturbinerna till reservgeneratorerna hunnit starta. 
Vid större anläggningar brukar batterier och växelriktare/styrutrustning inrymmas i skåp med vikter på tre ton per styck. 
Tidigare, då transistorer/tyristorer hade betydligt längre stig- och falltider, var så kallade modifierade fyrkantvågor vanliga. Dessa hade ej en sinusformad våg utan en trappstegsformad sådan. Nackdelarna med fyrkantformade vågor är flera, då de bland annat innehåller högfrekventa vågor (= störning, EMI). Högfrekventa vågor kan till exempel värma upp elmotorer och i vissa fall även skada elutrustning. Därför bör man noga ta reda på hur den utgående vågen ser ut (med andra ord se upp för så kallad "Modified Sine Wave") innan utrustning ansluts. 
Tidigare användes analoga kretsar (främst så kallade operationsförstärkare i växelriktaren för att styra en reglerad växelspänning, men under senare år har mikrokontrollers ersatt den analoga tekniken. Fördelarna med digital teknik (det vill säga mikroprocessorer) istället för analog är lägre tillverkningskostnader samt bättre stabilitet på sikt (färre komponenter som ändrar värden på grund av ålder och värme). Likaså ersätts transistorer och tyristorer (högre effektområden) numera av så kallade IGBT. IGBT:er har mycket små switchingförluster samtidigt som spänningsfallet är lägre, vilket tillsammans minskar värmeutvecklingen, vilket i sin tur bidrar till längre livslängd. 
De UPS:er som brukar användas lokalt vid persondatorer klarar dock sällan mer än några minuters drift, vilket gör att man om dessa brukar tala om "kontrollerad nedkoppling" (till skillnad mot en abrupt avstängning, med risk för förlorad data och eventuellt skadad dator). En del klenare UPS:er är beräknade på att driftstiden från batteri är begränsad eftersom de överhettas i det fall man utökar batteriets kapacitet för att kunna köra längre.

## Dieselelektriska aggregat
Ibland används även reservkraftverk, oftast dieselelektriska sådana, som startar då batterierna börjar ta slut. Det brukar dock ta åtskilliga sekunder för att starta ett sådant kraftverk, varför batterier eller svänghjul initialt måste finnas till hands för att denna reservkraft verkligen ska vara avbrottsfri. 
För kontors- och sjukhusbyggnader brukar bränslevolymen räcka till 2–3 dagar, medan vissa försvarsanläggningar klarar uppemot 3 månader. De dieselelektriska kraftverken brukar ha en toppeffekt på några hundra kilowatt, men det finns även exempel på effekter uppemot megawatt.
För att ge en uppfattning om energiinnehållet i ett bly-syra-batteri respektive dieselbränsle så innehåller batteriet cirka 0,03 kWh per kg medan dieselbränslet innehåller cirka 9,0 kWh per kg. Dock kan en dieselmotor endast utvinna en tredjedel av bränslets energi för el-generering vilket innebär cirka 3,0 kWh per kg eller 100 gånger mer än batteriet.
Ett dieselelektriskt aggregat med den maximala el-effekten 4 000 kW (resistiv last) av typen C280-12 från Caterpillar väger cirka 51,2 ton.

## Typiska spännings- och frekvensvärden vid växelström
Typiska spännings- och frekvensnivåer är 115/200 volt 60 Hz (Nordamerika, Japan), 230/400 volt 50 Hz (övriga världen) samt 115/200 volt 400 Hz (civil- och militärflyget). Vid ännu högre effekter används 460 eller 600 volt (60 Hz).  
Det finns även UPS med in- och utgående likspänning. Tre nominella standardspänningar brukar användas på utgångarna; 28 volt (fordon), 155 volt (ubåtar) och 270 volt (flygplan). Inom telekom är 48 volt likspänning vanligt. Fördelen med likspänning istället för växelspänning är lägre induktiva förluster, nackdelarna är att omvandling av spänningen till en lägre nivå blir mer komplicerad då högfrekventa switchade DC-DC-omvandlare krävs. 
Observera: Ibland används förkortningen UPS även i betydelsen utility power supply, vilket betyder ungefär det allmänna kraftnätet, vilket ju är just den kraftkälla vars pålitlighet man vill göra sig oberoende av med hjälp av en UPS-enhet.

## Störningar
Beroende på konstruktion så kan en UPS skydda mot:
- Elavbrott
- Underspänning
- Överspänning
- Frekvensförändringar
- Övertoner

Stora elavbrott i Västeuropa är relativt ovanliga. Däremot kan inkoppling eller urkoppling av stora laster eller åskväder ge kortvariga störningar på elnätet, vilket kan störa eller skada känslig utrustning. En UPS kan kompensera för sådana störningar.